# Brezov
Brezov este o comună slovacă, aflată în districtul Bardejov din regiunea Prešov. Localitatea se află la altitudinea de 190 m deasupra n.m., se întinde pe o suprafață de 6,89 km2 și în 2017 număra 368 de locuitori.

## Istoric
Localitatea Brezov este atestată documentar din 1335.

## Demografie
| An:                | 1994 | 2004   | 2014    | 2024    |
| ------------------ | ---- | ------ | ------- | ------- |
| Număr de persoane: | 398  | 432    | 386     | 333     |
| Diferență:         |      | +8,54% | −10,64% | −13,73% |

| An:                | 2023 | 2024   |
| ------------------ | ---- | ------ |
| Număr de persoane: | 337  | 333    |
| Diferență:         |      | −1,18% |